# BMR
El BMR (acrónimo de Blindado Medio sobre Ruedas) es un vehículo blindado ligero de seis ruedas fabricado en España por Santa Bárbara Sistemas. La versión actual se denomina BMR M1. Debido a problemas de vulnerabilidad relacionados con su escasa protección ante ciertas amenazas, está pensado darlos de baja en los próximos 5-10 años[cita requerida], con la llegada de 348 nuevos vehículos de combate sobre ruedas (VCR) 8×8 Dragón.

## Historia

### Antecedentes
España modernizo sus fuerzas armadas con una gran cantidad de vehículos blindados que llegaron como resultado del Pacto de Madrid. Entre 1953 y 1970 se recibió 31 tanques M24 Chaffee, 42 tractores M4 y 84 tractores M5, 24 vehículos de recuperación M74, más de 166 semiorugas, 411 tanques M47, 12 cañones autopropulsados M44 y 28 cañones autopropulsados M37, 72 tanques M41 Walker Bulldog, 6 cañones autopropulsados M52, 16 transportes anfibios LVT-4, 54 tanques M48, 171 vehículos basados en el M113, 5 cazatanques M56 y 18 vehículos de mando M578.
A pesar de ello faltaban todavía vehículos blindados de transporte de personal suficientes. Se aspiraba a equiparse con blindados sobre ruedas. El objetivo principal era brindar protección blindada a la sección de infantería que se transportaba en el interior. El concepto de APC sobre ruedas vio modelos nuevos 4x4 como el Cadillac Gage Commando y el MOWAG Roland a principios de la década de 1960. Portugal produjo una copia del Commando, el Bravia Chaimite. La empresa española INCOTSA pretendió seguir un resultado similar con el VBTT-E4, que nunca entró en producción.
Como resultado del acuerdo comercial de ENASA con DAF para la fabricación de camiones se sondeó la posibilidad de vender también blindados. En 1965 DAF envío un blindado YP-408 para su evaluación por el Ejército, que realizaba ya sus primeros estudios para la adopción de un vehículo blindado de ruedas que se adaptara a las especificaciones propias.

### Desarrollo del BMR
A principios de la década de 1970 ENASA producía una línea bastante grande de camiones, autobuses, tractores, así como vehículos para el ejército español bajo la marca Pegaso. La empresa era ideal pues para desarrollar el BMR se buscaba una empresa de Automoción nacional y que contase con Departamento de Investigación y Desarrollo que dominase las tecnologías relacionadas con los vehículos pesados de ruedas.
En junio de 1972 se creó el Grupo Mixto de Trabajo, compuesto por personal del Ejército de Tierra y ENASA. Las líneas maestras del proyecto de vehículo blindado sobre ruedas eran que fuera un vehículo de fabricación nacional, capaz de servir de base a una familia completa para cometidos más especializados, tracción 6x6 preferible frente a otros proyectos 4x4 o incluso 8x8.
En 1972 el Ejército Español fijó los requisitos tácticos y técnicos para el desarrollo de un vehículo armado sobre ruedas para el transporte y movimiento de un pelotón de infantería hacia y dentro de la zona de combate. Diseñado por la Comisión del desarrollo de vehículos armados, el Ejército y la dirección de proyectos de ENASA, el prototipo Pegaso BMR-600 fue evaluado durante cuatro años y se inició su producción en 1979. En las pruebas se hizo una comparativa con homólogos extranjeros en disposición 6x6, el francés Renault VAB y el suizo MOWAG. El prototipo de ENASA dejó al ejército español una impresión favorable y parecía una buena idea desarrollar y construir un modelo bajo requerimientos españoles y por la industria nacional. 

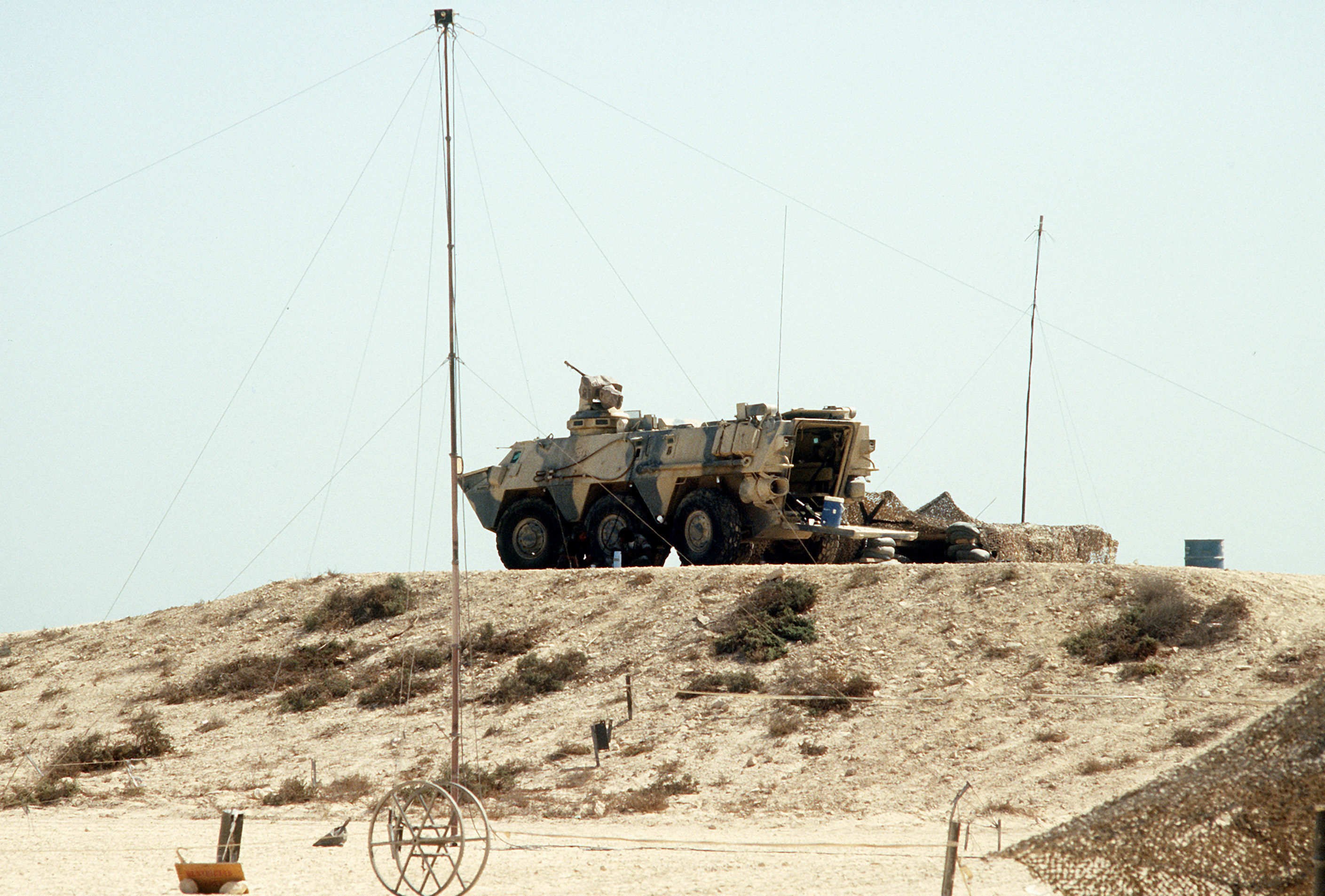
BMR-600 del Ejército de tierra de Egipto en abril de 1991.

La fabricación comenzó en la factoría ENASA de Valladolid como resultado de la adopción por el Ejército español del vehículo básico BMR-600-PP (Portapersonal), y de sus derivados.
Debido a su antigüedad y la protección obsoleta contra las amenazas actuales (fundamentalmente explosivos improvisados (IEDs) o misiles antitanques), el Ministerio de Defensa español prevé sustituir parte de la flota por el denominado programa Dragón, un nuevo blindado de ruedas (VCR) de tracción 8×8. Este programa prevé la adquisición en una primera fase de un total de 240 vehículos divididos en 3 versiones: básica para transporte de personal, que sustituirán a parte de los BMR M1 (113 unidades); puesto de mando, que ocuparán el lugar de los BMR M1 de esa versión (8); y exploración de caballería, para reemplazar a los VEC M1 (119). Al menos 40 del total de los vehículos debían estar disponibles antes de 2014 y el resto antes del fin de 2016. Pero los retrasos se han acumulado hasta 2022. 
La previsión es que el contrato, que podría suponer un importe superior a 1300 millones de €, se firme en junio de 2010. Las empresas participantes son Santa Bárbara Sistemas, el consorcio italiano Iveco-Oto Melara, la alemana Krauss-Maffei-Wegmann, la francesa Nexter, Patria, de Finlandia, BAE Systems-Hägglunds de Reino Unido y General Purpose Vehicles, de Estados Unidos. La renovación se completará con el MRAP RG-MK5E Nyala, para misiones internacionales orientadas al mantenimiento de la paz y ayuda humanitaria.

Se vendió la licencia de producción del Blindado Medio de Ruedas a la empresa austriaca Steyr-Daimler-Puch AG que produjo 66 vehículos para el ejército austriaco y lo bautizó Pandur. A su vez el LKOV Valuk, es un blindado 6x6 fabricado en Eslovenia bajo licencia sobre la base del Pandur I,
A raíz de la entrada en servicio de los BMR-600 y VEC en el Ejército de Tierra y visto el buen resultado se planteó a la Infantería de Marina sustituir sus vehículos anfibios LVTP-7 con una variante llamada BMR-VMA (Vehículo Mecanizado Anfibio).

## Versiones
Existen distintas versiones de BMR:

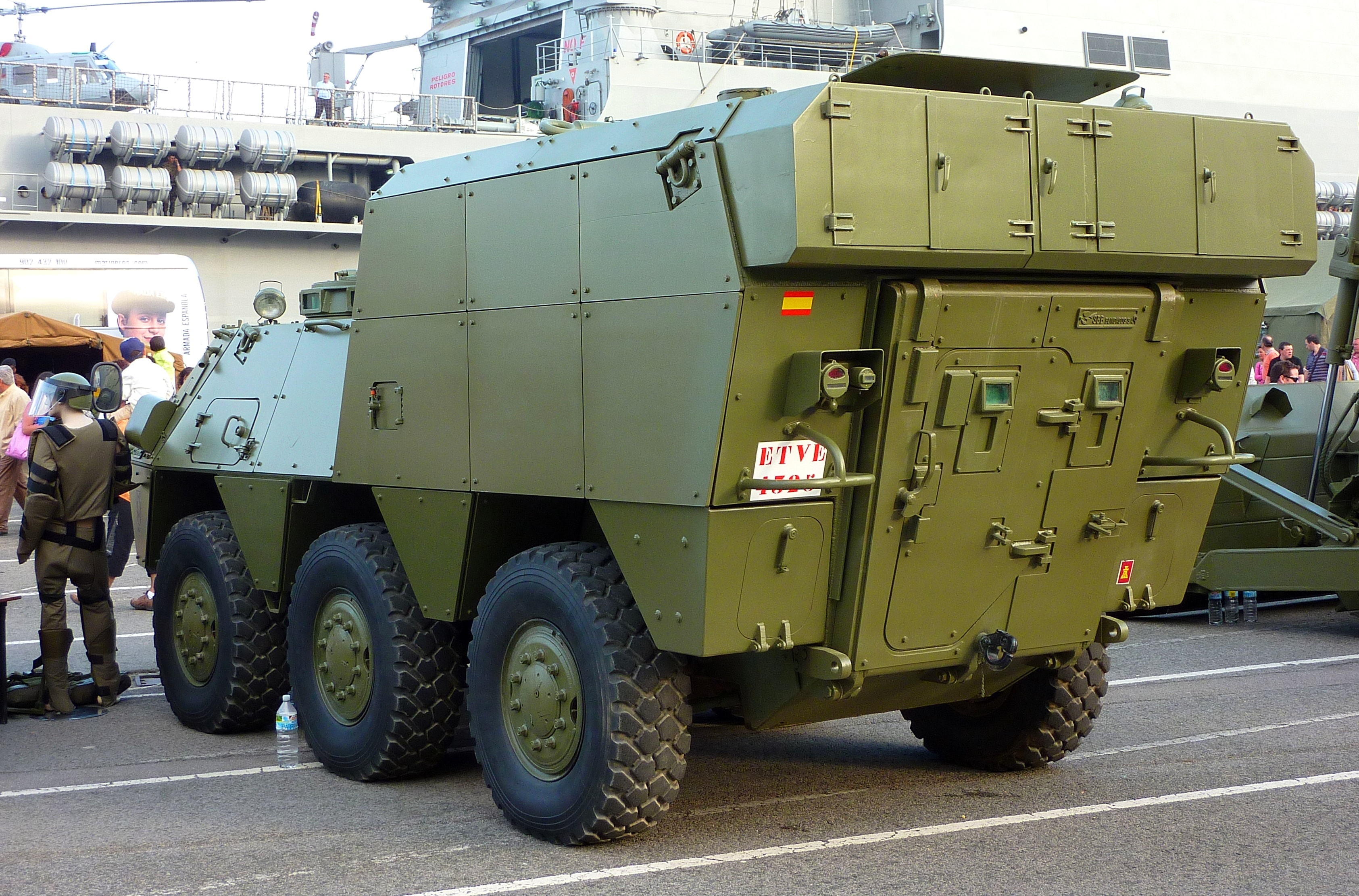
BMR-M1 EDEX del Ejército de Tierra de España.

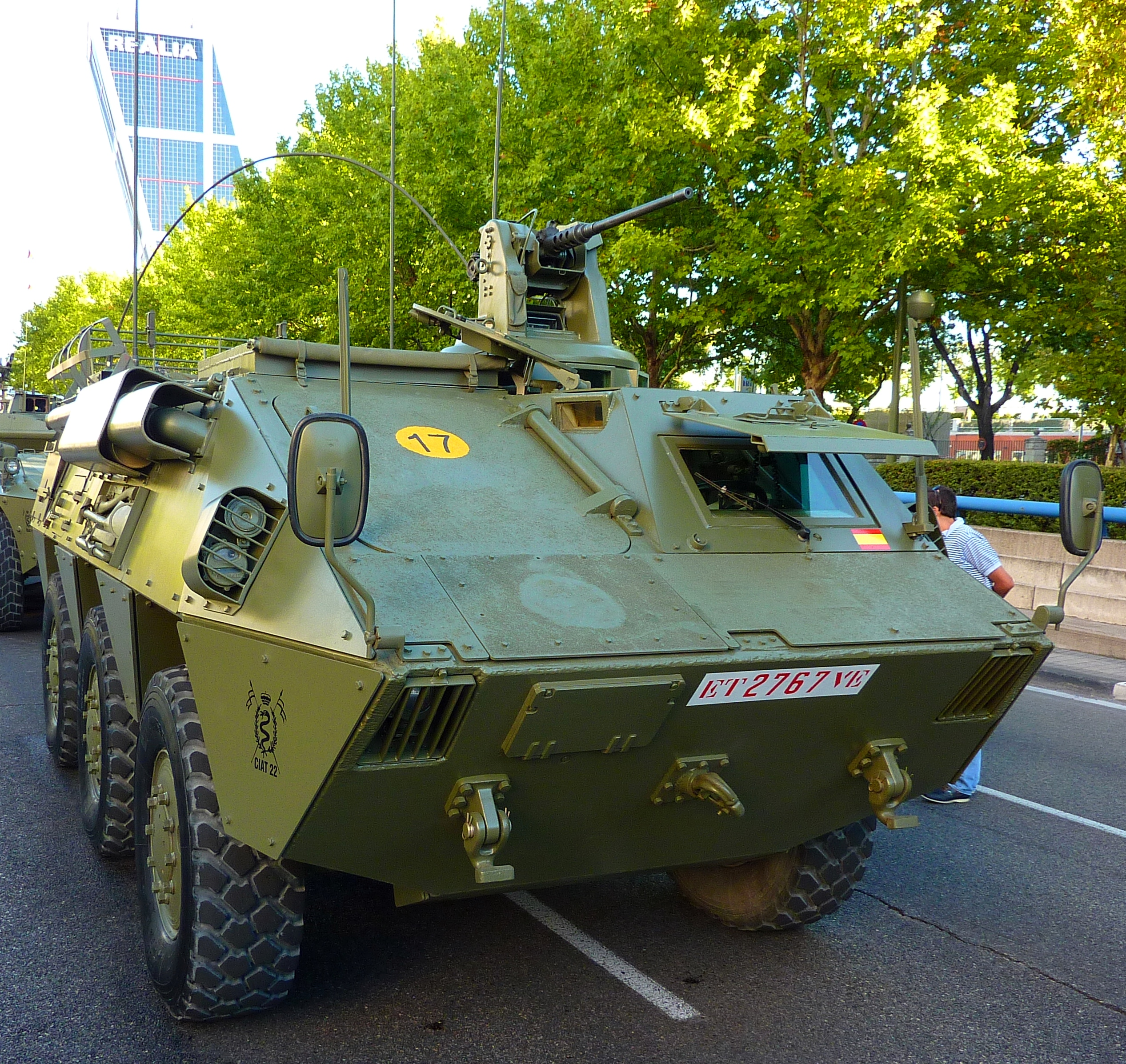
BMR-M1 Mercurio 2000 del Ejército Español.

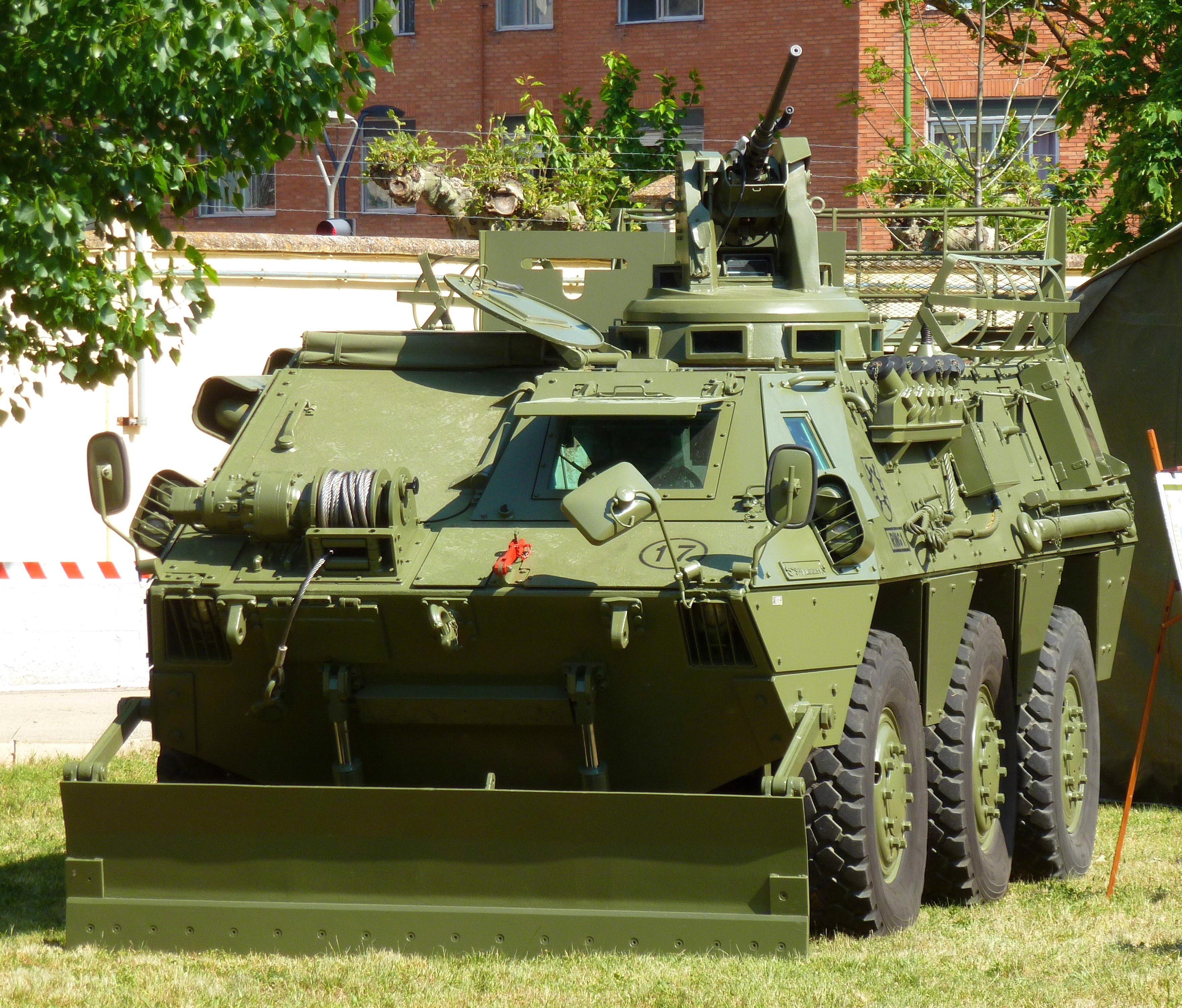
BMR-M1 VCZ (Vehículo de Combate de Zapadores) del E.T.

- BMR 3560.50 (BMR-PP) (Porta Personal). Puede artillarse con una ametralladora del calibre 12,70 mm Browning M2HB montada en una torreta biplaza TC-3A1 o en su lugar con un lanzagranadas automático LAG 40. Están siendo actualizados a la versión BMR-M1A.
- BMR EDEX (Equipo de Desactivación de Explosivos) - Versión del BMR para equipos de desactivación de explosivos (EOD en inglés, Explosive Ordnance Disposal), con la parte trasera sobreelevada, al igual que en las variantes ambulancia y puesto de mando.
- BMR C/C MILAN - Cazacarros equipado con misil filodirigido MILAN.
- BMR C/C TOW - Cazacarros equipado con lanzamisiles BGM-71 TOW.
- BMR VCZ (Vehículo de Combate de Zapadores) - Equipados con pala empujadora y un cabestrante de 7 toneladas de fuerza de tracción.
- BMR VRAC-NBQ (Vehículo de Reconocimiento de Áreas Contaminadas) - Vehículo de reconocimiento NBQ.
- BMR GEL (Guerra Electrónica) - Versión con equipamiento especial de guerra electrónica.
- BMR 3560.51 (BMR-PC) (Puesto de Mando) - Vehículo puesto de mando, con la parte trasera sobreelevada.
- BMR 3560.53E (BMR-PM-81) (Portamortero) - Vehículo plataforma de mortero ECIA L-65/81 de 81 mm.
- BMR 3560.54 (BMR AMB) (Ambulancia) - Ambulancia, con la parte trasera sobreelevada.
- BMR 3560.55 (BMR-Recup) (Recuperación) - Vehículo ligero de reparaciones equipado con grúa, cabestrante y barras de remolque.
- BMR 3560.56 (BMR Mercurio 2000) - Vehículo de transmisiones.
- BMR 3560.57 - Cazacarros equipado con misiles HOT. No pasó de la fase de prototipo.
- BMR 3560.59E (BMR-PM-120) (Portamortero) - Portamortero ECIA L-65/120 de 120 mm.
- VMA (Vehículo Mecanizado Anfibio) - Diseñado para la Infantería de Marina Española, no pasó de la fase de prototipo al no resultar satisfactorias sus características. En su lugar, la I.M. adquirió los MOWAG Piranha IIIC.

## Operadores

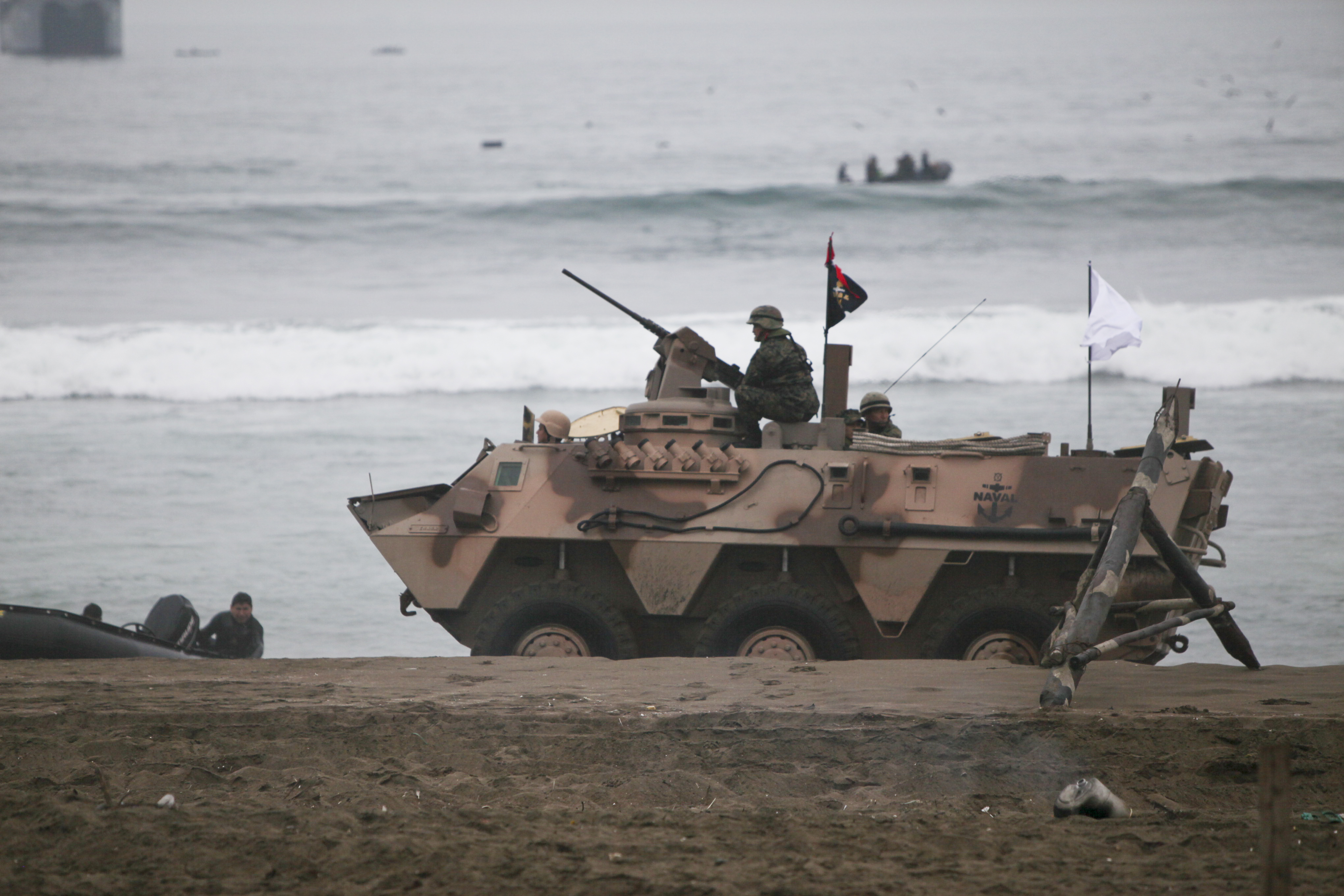
BMR-600 de la Infantería de Marina peruana.

El BMR ha sido exportado a algunos países y actualmente está en servicio y es usado por los ejércitos de: 
- España: 682 unidades.
- Egipto: 260 unidades.
- Arabia Saudita: Infantería de Marina: 140 unidades.[4]

- Perú: Infantería de Marina: 24 unidades.[4]
- Ucrania: 3 unidades transformadas en ambulancias blindadas.

## Historial de operaciones
El BMR ha sido empleado con eficacia en distintas situaciones de conflicto tanto por los ejércitos de Arabia Saudita y Egipto, durante la campaña de Kuwait del año 1991, como por parte del Ejército Español. También es utilizado por el ejército de Arabia Saudí en la Guerra del Yemen desde el 2015.
Los BMR han participado muy activamente en los despliegues internacionales del Ejército Español, como es el caso de las Operaciones de Mantenimiento de la Paz en la antigua Yugoslavia (SFOR, KFOR, MINUK), la participación en Afganistán (ISAF), las operaciones en Irak englobadas dentro de la coalición internacional para Irak tras el derrocamiento del régimen de Saddam Hussein (Operación Nuevo Amanecer) y en el Líbano (UNIFIL).

## Especificaciones
Cuenta con caja de cambios automática ZF y convertidor de par, suspensión independiente en cada una de las seis ruedas, siendo posible su lanzamiento desde el aire. Fue dotado de distintas armas, existiendo también una versión ambulancia. Tiene capacidades anfibias, teniendo la posibilidad de ser transformado en completamente anfibio, pudiéndole instalar de forma opcional dos hidrojets como método de propulsión en el agua.
El Ejército Español lo modernizó a partir de 2004, sustituyendo el motor Pegaso original de 310 CV por un Scania de 306 (mucho más ligero, con mayor potencia específica y mayor sobrealimentación). En la modernización también se le incorporó un blindaje adicional a base de placas de acero, un sistema de defensa bacteriológica y química, un nuevo sistema de la fuente de combustible, volante regulable en altura, sistemas antiincendios y antiexplosión, frenos autoventilables, calefacción, aire acondicionado, centralización en enchufes rápidos de todas las conexiones eléctricas, nueva configuración del compartimento de tropa y una actualización de la torreta a la versión TC-3A1.
| País de origen   | España                                                                                             |
| Tripulación      | 2 + 8 hombres                                                                                      |
| Peso             | 14 170 kg en vacío (sin armamento, con conductor y depósito lleno) y 15 400 kg en orden de combate |
| Dimensiones      | Longitud: 6,15 m, Anchura: 2,49 m, Altura: 2,36 m                                                  |
| Armamento        | 1 ametralladora M-2 de 12,70 milímetros                                                            |
| Motor            | Pegaso 9157/8 diésel 306 cv (siendo sustituido por un Scania de 310 cv)                            |
| Potencia         | 22 CV/t                                                                                            |
| Suspensión       | Suspensión MacPherson hidroneumática de elementos independientes                                   |
| Tracción         | 6 × 6 y central                                                                                    |
| Velocidad Máxima | Carretera - 100 km/h, Agua (con hidrojets) - 9 km/h.                                               |
| Autonomía        | 1000 kilómetros                                                                                    |

Obstáculos que es capaz de superar:
- Pendiente: 60%
- Pendiente transversal: 30%
- Zanja: 1,2 m
- Vadeo: anfibio
- Obstáculo vertical: 0,60 m

### Desarrollos relacionados
- VEC
- Pandur

### Listas relacionadas

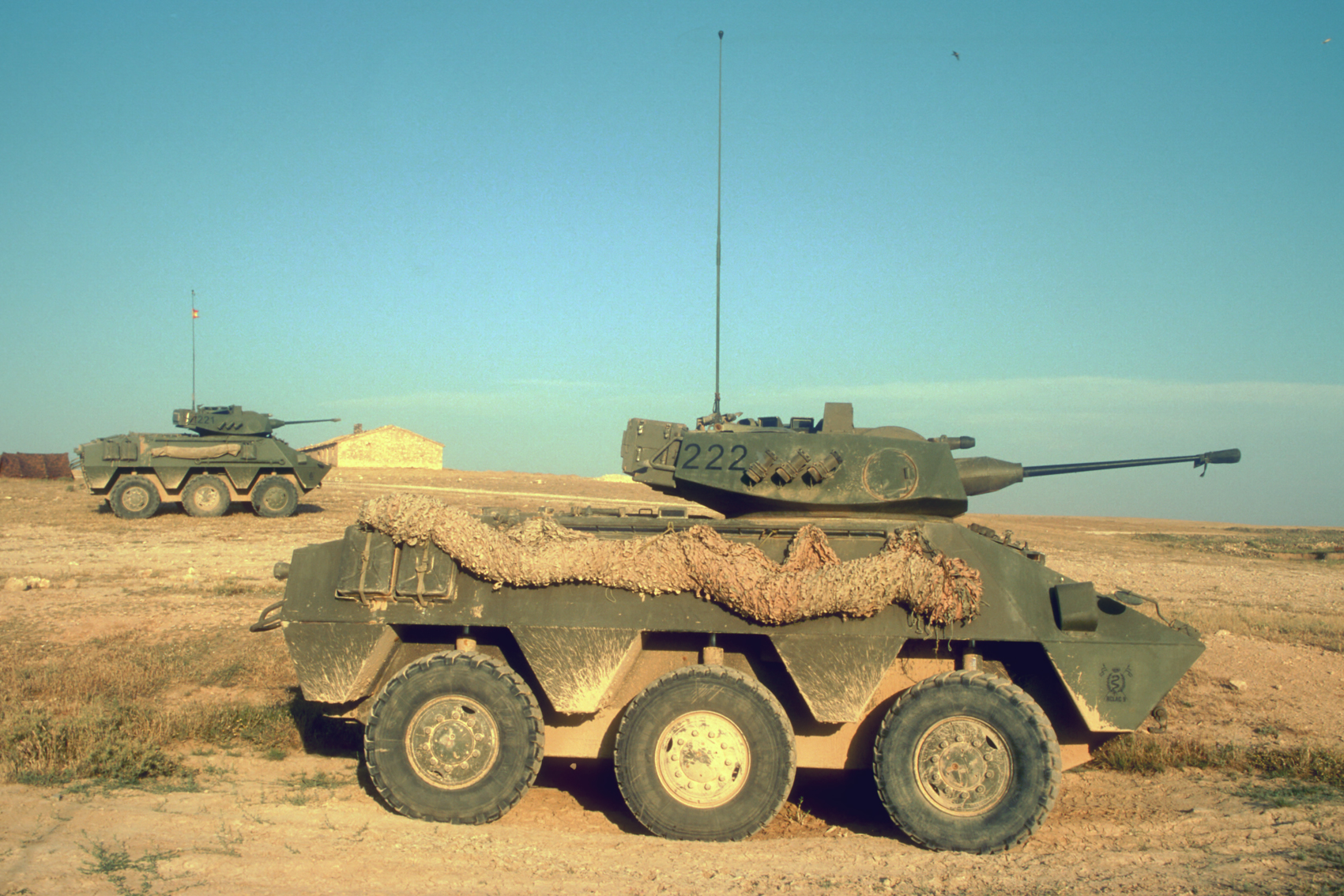
Dos VEC en ejercicios de maniobras. El diseño del VEC toma como base el del BMR.

- Anexo:Materiales del Ejército de Tierra de España